# Ficción de dioses y demonios
La ficción de dioses y demonios o ficción shenmo (en chino: 神魔小說, romanizado: Shénmó Xiǎoshuō) es un subgénero de la ficción fantástica china que gira en torno a las deidades, inmortales, demonios y monstruos de la mitología china. El término shenmo xiaoshuo, acuñado a principios del siglo XX por el escritor e historiador literario Lu Xun, se traduce literalmente como "novela de dioses y demonios". Entre las obras clásicas de la ficción shenmo figuran las novelas Viaje al Oeste e Investidura de los dioses.

## Etimología
El término shenmo xiaoshuo fue acuñado por el escritor e historiador literario Lu Xun en su libro Breve historia de la ficción china (1930), que contiene tres capítulos dedicados al género. El historiador literario Mei Chun traduce el término de Lu Xun como "sobrenatural/fantástico". El término fue adoptado como convención por las generaciones de críticos literarios chinos que le siguieron. En su traducción de 1959 del libro de Lu Xun, Gladys Yang y Yang Xianyi traducen shenmo como "dioses y demonios". Lin Chin, historiador de la literatura china, clasificó las novelas fantásticas de la dinastía Ming como shenguai xiaoshuo, o "novelas de dioses y fenómenos extraños".

## Historia
El shenmo apareció por primera vez en la dinastía Ming como género de ficción vernácula, un estilo de escritura basado en el chino hablado y no en el chino clásico. Las raíces del género se encuentran en cuentos populares y leyendas tradicionales. Los elementos de la trama, como el uso de la magia y la alquimia, derivan de la mitología y la religión chinas, incluidos el taoísmo y el budismo, populares entre los intelectuales de la dinastía Ming.
Los Tres Sui sofocan la revuelta de los demonios (三遂平妖傳, c. siglo XIV d. C.) es una novela temprana sobre dioses y demonios atribuida a Luo Guanzhong. En la historia, Wang Ze inicia una rebelión contra el gobierno con ayuda de la magia. Los Cuatro viajes (四遊記, c. siglo XVI d. C.) es otra de las primeras obras del shenmo, compuesta por cuatro novelas y publicada durante la dinastía como recopilación de historias populares. La historia de Han Xiangzi (韓湘子全傳, c. siglo XVII d. C.), una novela taoísta de la misma época, también comparte este tema sobrenatural, pero contiene matices religiosos más fuertes.
Los ejemplos más conocidos de ficción shenmo son Viaje al Oeste (西遊記, siglo XVI d. C.) e Investidura de los dioses (封神演義, siglo XVI d. C.). En particular, Viaje al Oeste es considerada por los críticos literarios chinos como la obra maestra de las novelas shenmo. La autoría de la novela se atribuye a Wu Cheng'en y fue publicada por primera vez en 1592 por Shitedang, una editorial Ming. La popularidad de Viaje al Oeste inspiró una serie de imitaciones de shenmo que tomaron prestados elementos argumentales del libro.

### Comediashenmode las dinastías Ming y Qing
Obras posteriores de ficción de dioses y demonios se distanciaron de los temas puramente fantásticos de novelas como Viaje al Oeste. Estas novelas seguían siendo aparentemente sobre monstruos y dioses, pero abordaban temas más humanistas. A finales de la dinastía Ming y principios de la Qing, surgió un subgénero de comedia shenmo.
Las exposiciones grotescas de la dinastía Qing (qiangze xiaoshuo) hacen referencia a los motivos sobrenaturales del shenmo xiaoshuo, pero en ellas la división entre lo real y lo irreal no es tan clara. Lo sobrenatural se sitúa fuera de los escenarios fantásticos convencionales y se presenta como parte natural de un mundo realista, lo que da lugar a su carácter grotesco. Este rasgo se encuentra plasmado en las parodia de Viaje al Oeste y demás parodias shenmo de finales de la dinastía Qing. En Un ridículo viaje al Oeste (Wuli qunao zhi xiyouji), de Wu Jianwen, el protagonista, el Gibón Desnudo, que es una versión más vulgar de Sun Wukong, ayuda al Rey Buitre cuando es incapaz de sacarle dinero a un pez sin recursos que el buitre ha atrapado y tirado a un charco.
El mono regresa en otra historia de Wu Jianwen, Larga vida a la Constitución (Lixian wansui), y discute con otros personajes de Viaje al Oeste en torno a una constitución para el Cielo. En el Nuevo Viaje al Oeste (Xin xiyouji) de Lengxue, los cuatro protagonistas de Viaje al Oeste, el mono, Tang Sanzang, Zhu Bajie y Sha Wujing, viajan al Shangai moderno. En Shanghai, se mezclan con prostitutas, sufren adicción a las drogas y juegan al mahjong. Viaje al Oeste no fue la única novela de dioses y demonios en ser satirizada. Nueva Investidura de los Dioses (Xin Fengshenzhuan), de Dalu, es una parodia de Investidura de los Dioses publicada en forma de comedia guji xiaoshuo.
Entre las novelas de este subgénero figuran una revisión ampliada de La revuelta de los hechiceros, ¿Qué clase de libro es éste? (Hedian), Romance de la matanza del diablo (Zhanggui zhuan) y Acabar con los demonios (Pinggui zhuan). En lugar de centrarse únicamente en un reino sobrenatural, las comedias shenmo utilizaban la fantasía como comentario social sobre las insensateces del mundo humano. Lu Xun teorizó que el género shenmo dio forma a las obras satíricas escritas posteriormente en la dinastía Qing. El género también influyó en las novelas de fantasía científica de finales de la dinastía Qing.

### SigloXX
La literatura shenmo decayó a principios del siglo XX. La generación de escritores que siguió al Movimiento del Cuatro de Mayo rechazó la fantasía en favor del realismo literario, influido por las tendencias de la literatura europea del siglo XIX. Los escritores chinos consideraban que los géneros fantásticos como el shenmo eran supersticiosos y producto de una sociedad feudal. Las historias de dioses y monstruos se consideraban un obstáculo para la modernización de China y el progreso científico.
El escritor Hu Shih afirmó que los hechizos y las criaturas mágicas de la ficción china eran más perjudiciales para el pueblo chino que los gérmenes descubiertos por Louis Pasteur. Las historias sobrenaturales fueron rechazadas durante la Revolución Cultural, una época en la que "Abajo los fantasmas de buey y los espíritus de serpiente" era un popular lema comunista.
El shenmo y otros géneros fantásticos experimentaron un renacimiento en Taiwán, Hong Kong y, más tarde, en la China continental tras el fin de la Revolución Cultural. Con su regreso a la cultura popular china, la fantasía ha poblado el cine, la televisión, la radio y la literatura. Los escritores contemporáneos recurren con frecuencia a temas sobrenaturales para acentuar la atmósfera de otro mundo de sus obras.

## Adaptaciones destacadas
- La adaptación televisiva de 1986 de Viaje al Oeste es una de las más conocidas de la novela.
- De 1996 a 2000, Ryu Fujisaki publicó Hoshin Engi en la Weekly Shonen Jump. La historia y los personajes están basados en Investidura de los dioses.
- En agosto de 2020, una empresa china publicó un avance de juego de Black Myth: Wukong con personajes basados en Viaje al Oeste.